# Dalibor Božac
Dalibor Božac (Pula, 3. lipnja 1976.) bivši je hrvatski nogometaš.

## Vanjske poveznice
- Dalibor Božac - profil